# Roger Karl
Roger Karl, nom de scène de Roger Trouvé, est un acteur français, né le 29 avril 1882 à Bourges et mort le 4 mai 1984 dans le 16e arrondissement de Paris.
Il est également peintre et écrivain sous le pseudonyme de Michel Balfort.

## Biographie
Ami de Paul Léautaud, Roger Karl a longtemps hésité entre les carrières littéraire, picturale et théâtrale. Il publie d'abord son Journal sous le nom de Michel Balfort avec le titre Journal d'un homme de nulle part.
Il s'essaie au théâtre avant 1914 avec la troupe de Jacques Copeau, il publie aussi au Mercure de France une nouvelle, Une mère, sous le nom de P.R. Carle. Engagé par Antoine à l'Odéon, il participe encore à des tournées avec Sarah Bernhardt et interprète le rôle de Dmitri dans Les Frères Karamazov, adaptation de Jean Croué et Jacques Copeau. Membre de la première troupe du Théâtre du Vieux-Colombier en 1913-1914, il n'en apprécie ni l'atmosphère ascétique ni les méthodes gymniques et devient après-guerre l'interprète de François Porché et Henry Bataille.
Il s'oriente vers le cinéma, où il joue de grands seconds rôles, notamment en 1920 dans L'Homme du large de Marcel L'Herbier, d'après Un drame au bord de la mer d'Honoré de Balzac, et La Femme de nulle part sous la direction de Louis Delluc. Il tourne ensuite avec Julien Duvivier, Jean Grémillon, Abel Gance, Marc Allégret, Christian-Jaque, mais il n'apprécie pas plus les contraintes du cinéma que celles du théâtre et gâche son talent dans des emplois routiniers.
Il a partagé la vie de Fernande Olivier qui fut compagne de Pablo Picasso; et a épousé en avril 1925 l'actrice Paule Andral, dont il divorcera moins d'un an plus tard.

## Filmographie
- 1909 : Cyrano de Bergerac de Jean Durand
- 1909 : Mireille de Henri Cain
- 1916 : L'Assassinat de l'amiral de Coligny de Maurice de Féraudy
- 1917 : Phantasmes de Marcel L'Herbier (film resté inachevé)
- 1918 : Le Siège des trois de Jacques de Baroncelli
- 1920 : L'Homme du large de Marcel L'Herbier
- 1921 : La Femme de nulle part de Louis Delluc
- 1921 : Le Coffret de jade de Léon Poirier
- 1921 : L'Ombre déchirée de Léon Poirier
- 1922 : Jocelyn de Léon Poirier
- 1923 : L'Affaire du courrier de Lyon de Léon Poirier : Joseph Lesurques / Dubosc
- 1924 : La Goutte de sang de Maurice Mariaud et Jean Epstein
- 1925 : L'Espionne aux yeux noirs de Henri Desfontaines
- 1925 : Le Calvaire de Dona Pia de Henry Krauss
- 1926 : Le Diable au cœur de Marcel l'Herbier
- 1926 : Le Vertige de Marcel l'Herbier
- 1928 : Maldone, de Jean Grémillon
- 1928 : L'Argent de Marcel l'Herbier
- 1928 : Le Désir d'Albert Durec
- 1929 : Cagliostro de Richard Oswald
- 1932 : Fantômas de Paul Fejos
- 1932 : Coup de feu à l'aube de Serge de Poligny
- 1932 : Stupéfiants de Kurt Gerron et Roger Le Bon
- 1933 : Un certain M. Grant de Gerhardt Lamprecht et Roger Le Bon
- 1933 : L'Étoile de Valencia de Serge de Poligny
- 1933 : Idylle au Caire de Reinhold Schünzel et Claude Heymann
- 1934 : La Bataille de Nicolas Farkas
- 1934 : Le Miroir aux alouettes de Hans Steinhoff et Roger Le Bon
- 1934 : L'Or de Karl Hartl et Serge de Poligny
- 1934 : Les Nuits moscovites de Alexis Granowsky
- 1934 : Le Prince Jean de Jean de Marguenat
- 1935 : Un homme de trop à bord de Gerhardt Lamprecht et Roger Le Bon
- 1935 : Les Mystères de Paris de Félix Gandéra
- 1935 : Lucrèce Borgia de Abel Gance
- 1935 : La Gondole aux chimères de Augusto Genina
- 1935 : Barcarolle de Gerhard Lamprecht et Roger Le Bon
- 1935 : Le Diable en bouteille de Heinz Hilpert et Reinhart Steinbicker
- 1935 : Le Golem de Julien Duvivier
- 1936 : Au service du tsar de Pierre Billon
- 1936 : La Bête aux sept manteaux de Jean de Limur
- 1936 : L'Homme à abattre de Léon Mathot
- 1936 : Salonique, nid d'espions de Georg-Wilhelm Pabst
- 1936 : Quand minuit sonnera de Léo Joannon
- 1936 : Sous les yeux d'Occident de Marc Allegret : le ministre
- 1937 : Le Tigre du Bengale de Richard Eichberg
- 1937 : À Venise, une nuit de Christian-Jaque
- 1938 : Tarakanowa de Fédor Ozep
- 1938 : Le Joueur de Gerhardt Lamprecht et Louis Daquin
- 1938 : Fort Dolorès de René Le Hénaff
- 1938 : La Belle Revanche de Paul Mesnier
- 1939 : Cas de conscience de Walter Kapps
- 1940 : Après Mein Kampf, mes crimes de Alexandre Ryder
- 1941 : Le Valet maître de Paul Mesnier
- 1942 : Le Camion blanc de Léo Joannon
- 1942 : Mahlia la métisse de Walter Kapps
- 1942 : Le Voyageur de la Toussaint de Louis Daquin
- 1943 : Un seul amour de Pierre Blanchar
- 1943 : La Vie de plaisir de Albert Valentin
- 1945 : Boule de Suif de Christian-Jaque
- 1945 : Mission spéciale de Maurice de Canonge
- 1946 : Rumeurs de Jacques Daroy
- 1946 : L'Ennemi sans visage de Maurice de Canonge et Robert-Paul Dagan
- 1956 : Le Cas du docteur Laurent de Jean-Paul Le Chanois
- 1961 : La Poupée de Jacques Baratier
- 1964 : L'Amour à la chaîne de Claude de Givray
- 1970 : Le Sixième Sens, série télévisée helvéto-française de Louis Grospierre : Martin Ferrer
- 1971 : La Part des lions de Jean Larriaga

## Théâtre
- 1908 : La Fille de Pilate de René Fauchois, Théâtre des Arts
- 1911 : Les Frères Karamazov de Jacques Copeau et Jean Croué d'après Fiodor Dostoïevski, mise en scène Jacques Copeau et Arsène Durec, Théâtre des Arts
- 1911 : Le Pain d'Henri Ghéon, Théâtre des Arts
- 1913 : Une femme tuée par la douceur de Thomas Heywood, mise en scène Jacques Copeau, Théâtre du Vieux-Colombier
- 1913 : L'Amour médecin de Molière, mise en scène Jacques Copeau, Théâtre du Vieux-Colombier
- 1913 : Une femme tuée par la douceur de Thomas Heywood, mise en scène Jacques Copeau, Théâtre du Vieux-Colombier
- 1913 : Les Fils Louverné de Jean Schlumberger, mise en scène Jacques Copeau, Théâtre du Vieux-Colombier
- 1920 : L'Homme à la rose de Henry Bataille, mise en scène André Brulé, Théâtre de Paris
- 1921 : Cœur de lilas de Tristan Bernard et Charles-Henry Hirsch, mise en scène André Brulé, Théâtre de Paris
- 1929 : Le Procès de Mary Dugan de Bayard Veiller, adaptation Henry Torrès et Horace de Carbuccia, Théâtre de l'Apollo
- 1929 : Prise d'André Pascal et Albert-Jean, mise en scène Albert-Jean, Théâtre de l'Avenue
- 1931 : Le Roi masqué de Jules Romains, mise en scène Louis Jouvet, Théâtre Pigalle
- 1931 : Judith de Jean Giraudoux, mise en scène Louis Jouvet, Théâtre Pigalle
- 1945 : Tristan et Yseut de Lucien Fabre, mise en scène Alfred Pasquali, Théâtre Édouard VII
- 1949 : Neiges de Marcelle Maurette et Georgette Paul, mise en scène Marguerite Jamois, Théâtre Montparnasse
- 1950 : Henri IV de Shakespeare, mise en scène Jean Vilar, Festival d'Avignon
- 1950 : Le Cid de Corneille, mise en scène Jean Vilar, Festival d'Avignon
- 1952 : Sur la terre comme au ciel de Fritz Hochwälder, mise en scène Jean Mercure, Théâtre de l'Athénée
- 1953 : Sur la terre comme au ciel de Fritz Hochwälder, mise en scène Jean Mercure, Théâtre des Célestins
- 1964 : Le Malentendu d'Albert Camus, mise en scène Michel Vitold, Théâtre Gramont